# Neoinstitucionalismo
El neoinstitucionalismo (New institutionalism) es una teoría enfocada en el estudio económico y sociológico de las instituciones, entendidas como los espacios donde los diferentes actores sociales desenvuelven sus prácticas (mercado, club social, partidos políticos, iglesias, sociedades de fomento, escuela, policía, universidad, redes sociales, ejércitos, cárcel, reformatorio, Estado, etc.). 
La aparición de nuevas concepciones sobre las instituciones surgieron en las décadas de  1970 y 1980 para dar respuesta a las  supuestas crisis de  los abordajes del viejo institucionalismo. Estos abordajes eran el funcionalismo, el conductismo y el marxismo. Además, surge al desafío que implicaba la aparición de enfoques racionalistas y formalistas, entre ellas la escuela del public choice y la teoría de los juegos, que negaban  los aspectos históricos y sociológicos mediante el cual las teorías tradicionales se basaban para explicar la acción social.
Sus principales autores son, entre otros: Douglass North, James G. March, Masahiko Aoki, Johann P. Olsen, Paul DiMaggio y Walter W. Powell.

## Neoinstitucionalismo sociológico
La sociología ha aportado una gran cantidad de conceptos al neoinstitucionalismo y ha constituido un corpus muy importante para el análisis social. Los autores de esta rama provienen fundamentalmente de la teoría de las organizaciones, presentan un neoinstitucionalismo bastante distinto y con raíces muy diferentes, pero es sobre todo en sus conclusiones que se puede decir que forman parte de este conjunto de ideas. Los precursores de estos estudios son: March y Olsen con su trabajo y Powell y DiMaggio que han hecho una síntesis muy importante sobre el tema y han llevado a cabo importantes investigaciones. El supuesto de partida explica gran parte de las diferencias con las otras corrientes neoinstitucionalistas, si bien tanto los autores de tradición económica como los que forman parte de la corriente sociológica consideran a las instituciones como creación humana, para los primeros se trata de un resultado de acciones intencionales que son realizadas, sobre todo, por individuos racionales orientados instrumentalmente, mientras que para los segundos no se trata necesariamente del producto de un diseño deliberado. Esta última corriente considera a las instituciones como patrones sociales que muestran un determinado proceso de reproducción (Romero, 1999). A partir de esto, los autores sostienen que las instituciones limitan y restringen la acción de los individuos, y a partir de su análisis se observan patrones que determinan la acción social. Cuando las acciones son observadas como alejadas del patrón y contrarrestadas de manera regular podemos hablar de patrones institucionalizados. Las instituciones son básicamente conjuntos de patrones sociales que sobreviven en la observancia de estas pautas por medio de premios y castigos y no por la acción colectiva.
Para los neoinstitucionalistas más cercanos a la corriente sociológica, el papel de las instituciones cobra importancia para la política, ya que lo que ocurre dentro de la organización tiene una gran capacidad de influir en el entorno. Si para los neoinstitucionalistas que aceptan la elección racional las instituciones son importantes como elementos del contexto estratégico, ya que imponen restricciones al comportamiento basado en el interés personal, es decir, definen o restringen las estrategias que los actores políticos adoptan en la lucha por alcanzar sus objetivos, para los neoinstitucionalistas más cercanos a las corrientes históricas y sociológicas las instituciones no sólo son el contexto, sino que juegan un papel mucho más importante en la determinación de la política (Romero, 1999). Los sujetos para esta corriente son seguidores de reglas que se satisfacen (Thelen y Steinmo citado en Romero, 1999).
El argumento puede resumirse así: en la realidad nunca encontramos acciones aisladas, cuyos fines y medios puedan ser premeditados y calculados. Los hombres están inmersos en corrientes de actividad, y sólo en la práctica, en la experiencia de la acción, pueden saber cómo se hacen las cosas; en esas condiciones, una acción es "racional" si es coherente con una manera de hacer las cosas.

## Neoinstitucionalismo histórico
Los institucionalistas históricos analizan las configuraciones organizacionales y, simultáneamente, observan escenarios particulares aislados, poniendo énfasis en las coyunturas y procesos de largo plazo, mientras que algunos autores consideran los procesos del corto plazo.

## Neoinstitucionalismo económico
Para la teoría neoclásica, los costos de transacción no cuentan. North, que analiza precisamente los costos de transacción implicados en todo intercambio, estudiará las instituciones en cuanto mecanismos de minimización de dichos costos.
La creciente bibliografía sobre los costos de transacción nos ofrece toda una familia de conceptos diseñados para aclarar los costos asociados con las interacciones económicas humanas.
Los costos de información, los costos de íntermediacíón, los costos del fraude y del oportunismo. Son todos importantes. Otra parte de la bibliografía subraya los costos que nacen de la incertidumbre, de la disminución del riesgo a través de los seguros y los problemas de una selección adversa y de las dudas morales. Los costos de cumplimiento son aquellos derivados de detectar las violaciones de los acuerdos contractuales y de establecer su penalización.
El costo de detectar la violación es el costo de medirla y. en un intercambio entre sujetos, tanto la medición de los atributos de los bienes o servicios intercambiados como los efectos externos de la medición imperfecta son gravosos. En las relaciones entre agentes y gobernantes están los costos de medir los resultados de la actuación del agente y las deficiencias derivadas de una medición imperfecta. Los costos de establecer la penalización apropiada incluyen los derivados de la evaluación de los daños y perjuicios." (North, 1986, pág. 230).
Asimismo, dentro de su análisis de la economía y de la historia económica, North se implica en temas psicológicos y culturales al entender que todo entramado cultural está urdido por las cogniciones individuales que direccionan sus decisiones:
De cualquier modo, los diversos desempeños de las economías y de las políticas tanto históricas como contemporáneas argumentan en contra de que los individuos realmente conocen lo que les beneficia y actúan en consecuencia. Por el contrario, la gente actúa en parte sobre la base de mitos, dogmas, ideologías y teorías a medio cocinar.
Las ideas importan; y la manera en que las ideas se comunican entre la gente es decisiva para que las teorías nos permitan lidiar con problemas fuertes de incertidumbre en el nivel individual. En muchos de los temas relevantes para los mercados políticos y económicos, la incertidumbre, y no el riesgo, caracteriza la toma de decisiones. Bajo condiciones de incertidumbre, la interpretación que hacen los individuos de su entorno refleja su aprendizaje. Individuos con bagajes culturales y experiencias comunes compartirán modelos mentales razonablemente convergentes, ideologías e instituciones, e individuos con diferentes experiencias de aprendizaje (tanto culturales como ambientales) tendrán diferentes teorías (modelos, ideologías) para interpretar el entorno. Es más: la retroalimentación de información obtenida de sus opciones no es suficiente para que converjan interpretaciones de la realidad en competencia. (Denzau y North, 1994, págs. 3-4)